# Trine Schmidt
Pour les articles homonymes, voir Schmidt.
Trine Schmidt Hansen, née le 3 juin 1988 à Ganløse, est une coureuse cycliste danoise, membre de l'équipe Lotto Soudal. Spécialiste de la piste, elle est médaillée d'argent de la course aux points lors des championnats du monde de cyclisme sur piste 2008 à Manchester. Elle est aussi championne d'Europe de course aux points et du scratch en 2017. Également rapide dans l'exercice chronométré, elle est championne du Danemark du contre-la-montre en 2007.

## Biographie
Précoce, elle remporte son premier titre de championne du Danemark sur piste élite alors qu'elle n'a que 16 ans en 2004. La même année, elle gagne le championnat du Danemark du contre-la-montre juniors. En 2006, elle est médaillée d'argent du Championnat d'Europe du contre-la-montre derrière sa compatriote Mie Bekker Lacota. En 2007, elle devient championne du Danemark contre-la-montre chez les élites cette fois. Elle se classe quatrième du contre-la-montre des championnats d'Europe espoirs, une seconde derrière la troisième Martina Sáblíková. Elle devient cette année-là professionnelle au sein de l'équipe Flexpoint.
Aux championnats du monde sur piste 2008, elle obtient la médaille d'argent en course aux points. Aux Jeux olympiques de Pékin, elle participe à la course aux points mais y chute. Elle se classe dix-huitième. 
En 2009, elle termine deuxième du Chrono des nations, seulement devancée par Jeannie Longo-Ciprelli. 
En 2011, elle intègre l'équipe Garmin-Cervélo. Fin 2011, à 23 ans, elle décide de se retirer des compétitions. Elle explique qu'elle éprouve une certaine lassitude et qu'à moins d'être dans le top 10 mondial il n'y a aucun moyen de vivre de sa passion.
Elle revient à la compétition en 2016 et est deuxième du championnat du Danemark du contre-la-montre. En octobre 2017, elle devient double championne d'Europe de course aux points et du scratch, il s'agit de ses deux premiers titres internationaux.

## Palmarès sur piste

### Jeux olympiques
- Pékin 2008
  - 18e de la course aux points

### Championnats du monde
- Manchester 2008
  -  Médaillée d'argent de la course aux points
- Apeldoorn 2018
  - 4e de l'américaine[4]
  - 6e de la course aux points[5]
- Pruszków 2019
  - 17e de la course aux points

### Coupe du monde
- 2007-2008
  - 2e de la course aux points à Copenhague
- 2017-2018
  - 2e de l'américaine à Santiago
- 2018-2019
  - 2e de l'américaine à Berlin
- 2019-2020
  - 1re de l'américaine à Hong Kong (avec Julie Leth)

### Championnats d'Europe
| Édition / Épreuve                 | Poursuite individuelle | Course aux points | Course au scratch |
| Fiorenzuola d'Arda 2005 (juniors) | Bronze                 |                   |                   |
| Berlin 2017                       |                        | Or                | Or                |

### Championnats nationaux
| - 2003 - 2e de la poursuite élite - 2e de la poursuite juniors - 3e de la course aux points élite - 3e de la vitesse individuelle élite - 2004 - Championne du Danemark du scratch - 3e de la poursuite juniors - 2005 - 2e de la poursuite - 2006 - 2e de la poursuite - 2e de la poursuite juniors - 3e du scratch - 3e de la vitesse individuelle - 2007 - Championne du Danemark de poursuite - Championne du Danemark du scratch - 3e de la vitesse individuelle | - 2009 - Championne du Danemark de poursuite - 2e du scratch - 2016 - 2e de l'omnium - 2e de la course aux points - 2e de la poursuite - 2e du scratch - 2017 - Championne du Danemark de poursuite - Championne du Danemark du scratch - 2020 - Championne du Danemark de course à l'américaine (avec Amalie Dideriksen) |

## Palmarès sur route
- 2004
  -  Championne du Danemark du contre-la-montre juniors
- 2006
  -  Championne du Danemark du contre-la-montre par équipes
  -  Médaillée d'argent du championnat d'Europe du contre-la-montre juniors
- 2007
  -  Championne du Danemark du contre-la-montre
  - 4e étape de Gracia Orlova
- 2008
  - 2e du championnat du Danemark du contre-la-montre
  - 3e du Tour de Prince Edward Island
- 2009
  - 2e du championnat du Danemark du contre-la-montre
  - 2e du championnat du Danemark sur route
  - 2e du Chrono des Herbiers
- 2010
  - 2e du championnat du Danemark du contre-la-montre
- 2011
  - 3e du championnat du Danemark du contre-la-montre
  - 3e du championnat du Danemark sur route
- 2016
  - 2e du championnat du Danemark du contre-la-montre

### Classements UCI
| Année                                 | 2007 | 2008 | 2009 | 2010 | 2011 | 2012 | 2013 | 2014 | 2015 | 2016 | 2017 | 2018 | 2019 | 2020 |
| ------------------------------------- | ---- | ---- | ---- | ---- | ---- | ---- | ---- | ---- | ---- | ---- | ---- | ---- | ---- | ---- |
| Classement UCI                        | 135e | 90e  | 55e  | 288e | 138e | nc   | nc   | nc   | nc   | 574e | 243e | 527e | nc   | 333e |
| UCI World Tour                        |      |      |      |      |      |      |      |      |      | nc   | 154e | 213e | nc   | nc   |
|                                       |      |      |      |      |      |      |      |      |      |      |      |      |      |      |
| Légende : nc = non classéSource : UCI |      |      |      |      |      |      |      |      |      |      |      |      |      |      |